# Kyle Secor
Kyle Ivan Secor (ur. 31 maja 1957 w Tacoma) – amerykański aktor telewizyjny i filmowy.

## Życiorys
Urodził się w Tacoma, w stanie Waszyngton jako najmłodszy z trójki synów Shirley Avis (z domu Waite) i Jamesa Waltera „Jima” Secora, ekspedienta sklepu Beechnut. Jego rodzina miała pochodzenie angielskie, irlandzkie, francuskie, norweskie i holenderskie. W 1975 ukończył Federal Way High School w Federal Way. Dorastał, uprawiając sport, grając w piłkę nożną i koszykówkę w szkole, jak kung-fu i karate, a potem zainteresował się jogą.
Po ukończenie studiów pracował przy Shakey's Pizza Parlor, aż został wicedyrektorem. Spróbował swoich sił jako pilot samolotu, ale jego słaby wzrok uniemożliwił to zajęcie. Oczarowany przedstawieniem Hello Dolly podjął decyzję o zostaniu aktorem. W 1981 wyjechał do Los Angeles i zdobył wykształcenie aktorskie, studiując w Green River Community College. Przez pierwsze 5–6 lat pobytu w Los Angeles sprzątał mieszkania, pracował jako kierowca, instruktor jogi i bileter. Nocował wówczas w mieszkaniu przyjaciół.
Zagrał rolę Briana Bradforda w serialu NBC Santa Barbara (1986–1987) i postać pacjenta chorego na AIDS w serii St. Elsewhere (1987). Zwrócił na siebie uwagę rolą detektywa Timothy’ego „Tima” Baylissa w serialu kryminalnym Homicide: Life on the Street (1993–1999).
W 1987 wystąpił w Los Angeles Theatre Center jako Oktawian August w sztuce Williama Shakespeare’a Antoniusz i Kleopatra.

## Życie prywatne
19 sierpnia 1979 ożenił się z Michele Gilbert. 20 marca 1982 rozwiedli się. 28 stycznia 2002 poślubił aktorkę Kari Coleman. Mają dwie córki: Emery i Harper.

## Filmografia

### Filmy
- 1989: Zderzeni z życiem jako Charles Payton „Tuck” Tucker
- 1991: Sypiając z wrogiem jako Fleishman
- 1991: Sułtani westernu jako Jeff
- 1991: Doktor jako Alan
- 1993: Skryta namiętność jako Howard
- 1994: Strefa zrzutu jako Swoop

### Seriale TV
- 1986–1987: Santa Barbara jako Brian Bradford
- 1990:	Opowieści z krypty jako Devlin Cates
- 1992:	Eerie, Indiana jako Todd Ski
- 1994:	Nowojorscy gliniarze jako dr Danny Schrager
- 1996:	Prawo i porządek jako detektyw Tim Bayliss
- 1996:	Ich pięcioro jako Evan Stilman
- 2001:	Jordan w akcji jako detektyw Collins
- 2001–2002: Wbrew regułom jako Daniel X. Cavanaugh
- 2002: Bez śladu jako Duncan Muller
- 2004: CSI: Kryminalne zagadki Las Vegas jako Vincent Lurie
- 2004–2007: Weronika Mars jako Jake Kane
- 2005–2006: Pani prezydent jako Rod Calloway
- 2007: Tajemnice Palm Springs jako Alan 'Skip' Matthews
- 2007: Kobiecy Klub Zbrodni jako Hanson North
- 2008: Orły z Bostonu jako dr Robert Brooks
- 2009: Zaklinacz dusz jako Doug Bancroft
- 2009: Gra pozorów jako agent FBI Hollis
- 2010: Białe kołnierzyki jako dr Wayne Powell
- 2010: Podkomisarz Brenda Johnson jako Mark Wheeler
- 2010: The Gates: Za bramą tajemnic jako Thomas Bates
- 2010: Hawaii Five-0 jako ambasador Michael Reeves
- 2010: Zabójcze umysły jako Don Sanderson
- 2010–2011: Prywatna praktyka jako Adam Wilder
- 2013: Mentalista jako ks. Peter DiBuono
- 2013: Castle jako zastępca dyrektora FBI Anthony Freedman
- 2014: American Horror Story: Sabat jako Bill
- 2014: Resurrection jako Brian Addison
- 2015: Backstrom jako senator Tobias Percival II
- 2015: Era Wodnika jako Leo Nankin
- 2016: Notorious jako dr Govner
- 2018–2019: Flash jako Thomas Snow / Icicle
- 2019: Chirurdzy jako John Dickinson
- 2021: 9-1-1: Teksas jako zastępca komendanta straży pożarnej Alden Radford